# اریک چهارم
اریک چهارم دانمارک (دانمارکی: Erik Plovpenning؛ زاده حدود ۱۲۱۶ – درگذشته ۹ اوت ۱۲۵۰) پادشاه دانمارک بود.